# Bruce Lee Rothschild
Pour les articles homonymes, voir Rothschild.
Bruce Lee Rothschild (né le 26 août 1941 à Los Angeles en Californie) est un mathématicien américain spécialisé en combinatoire.

## Carrière
Rothschild étudie au California Institute of Technology où il obtient un B. Sc. en 1963. En 1967 il obtient un Ph. D. sous la direction de  Øystein Ore à l'Université Yale avec une thèse intitulée « A generalization of Ramsey´s theorem and a conjecture of Rota ». De 1967 à 1969 il est Instructor au Massachusetts Institute of Technology et de 1968 à 1971 consultant aux Laboratoires Bell. À partir de 1971 il est d'abord professeur assistant, puis en 1973 professeur associé et enfin depuis 1977 professeur à l'Université de Californie à Los Angeles.

## Travaux
Rothschild travaille notamment en  théorie de Ramsey. Il a publié plusieurs articles avec Paul Erdős et avec Ronald Graham entre autres le Graham Rothschild Parameter Sets Theorem, qui est un théorème fondamental en théorie de Ramsay. On peut en déduire le théorème de Ramsey (qui peut être vu comme un analogue de ce théorème pour des ensembles de paramètres) et le théorème de Hales-Jewett.

## Prix et distinctions
En 1971 il est l'un des cinq récipiendaires du premier prix George Pólya, avec Ronald Graham, Klaus Leeb, Alfred W. Hales et Robert I. Jewett. Il est Fellow de l'Association américaine pour l'avancement des sciences; en 2012 il devient Fellow de l'American Mathematical Society. De 1973 à 1975, il a été Sloan Research Fellow.
Rothschild est depuis 1970 l'un des éditeurs du Journal of Combinatorial Theory.

## Livre
- Ronald L. Graham, Bruce L. Rothschild et Joel H. Spencer, Ramsey Theory, John Wiley & Sons, Inc., coll. « Wiley-Interscience Series in Discrete Mathematics », 1990, 2e éd., 208 p. (ISBN 978-0-471-50046-9, présentation en ligne).